# Czołg ewakuacyjny

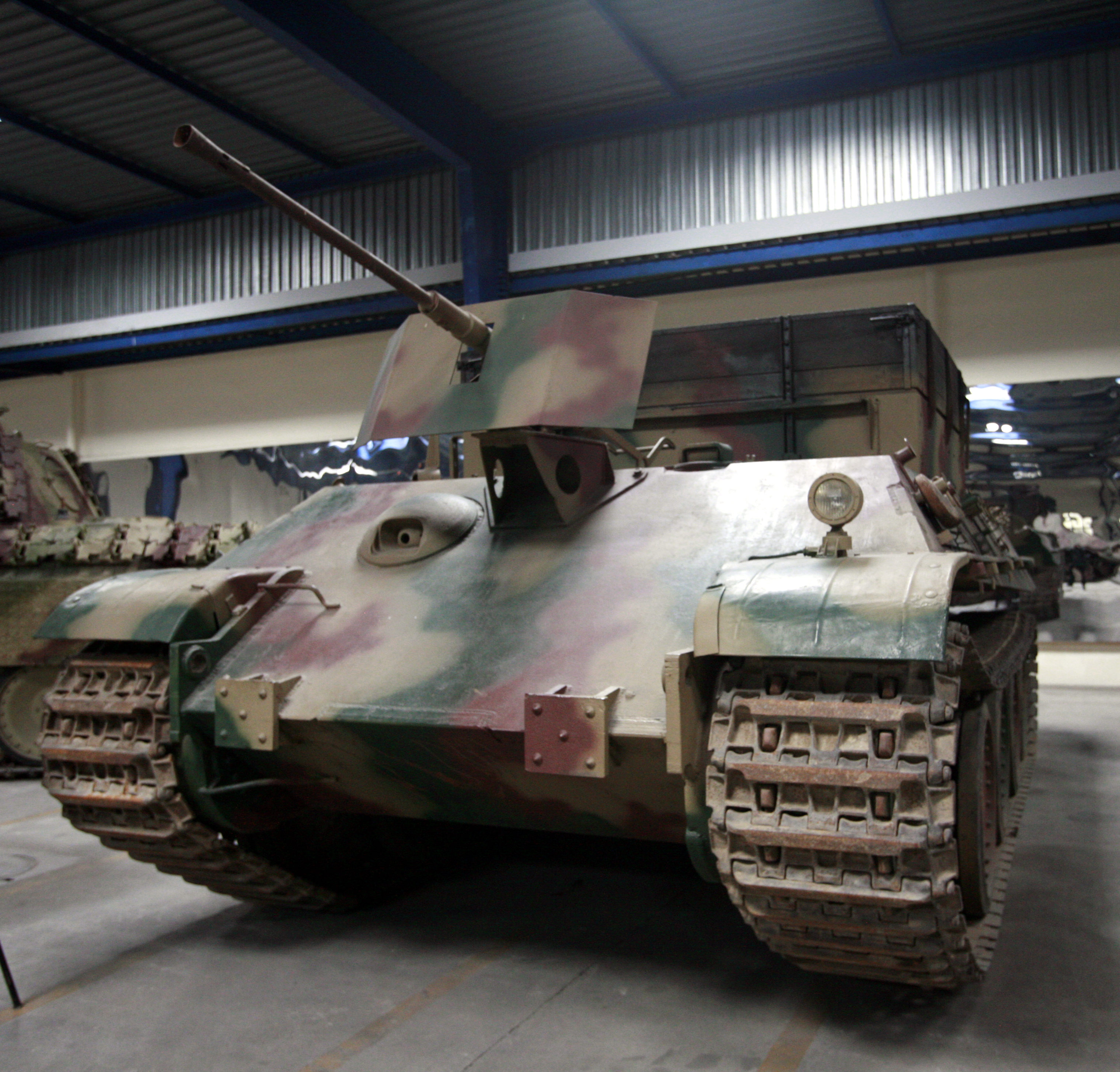
Czołg ewakuacyjny

Czołg ewakuacyjny lub czołg ewakuacyjno-remontowy – pojazd pancerny przeznaczony do ewakuacji innych pojazdów pancernych (usuwania z pola walki i holowania), rodzaj improwizowanego wozu zabezpieczenia technicznego. Czołgi ewakuacyjne powstawały poprzez zdjęcie z przestarzałych lub uszkodzonych czołgów wieży z armatą i dodanie lemiesza i wyciągarki, często także zestawu narzędzi specjalnych i części zapasowych oraz żurawia.